# Gesundheitliche Inklusion
Als gesundheitliche Inklusion (englisch: health inclusion, auch health inclusivity) bezeichnet man den Prozess der Beseitigung persönlicher, sozialer, kultureller und politischer Barrieren, die Einzelpersonen und Personengruppen daran hindern, eine gute körperliche und geistige Gesundheit zu bewahren bzw. zu erlangen.
In diesem Zusammenhang wird eine barrierefreie, inklusive und interdisziplinäre Gesundheitsversorgung als Grundlage für Selbstbestimmung und gleichberechtigte Teilhabe angesehen.

## Hintergrund und Definitionen
Der Begriff Inklusion (von lateinisch includere, „einschließen“) beschreibt bei gesellschaftlichen und politischen Fragestellungen unter anderem das Anliegen der gleichberechtigten Teilhabe aller Menschen mit Behinderungen am gesellschaftlichen Leben.
Die Behindertenrechtskonvention der Vereinten Nationen von 2006  fordert unter anderem „das Recht von Menschen mit Behinderungen auf das erreichbare Höchstmaß an Gesundheit ohne Diskriminierung aufgrund von Behinderung“. Zu diesem Zweck sollen die Vertragsstaaten alle geeigneten Maßnahmen treffen, „um zu gewährleisten, dass Menschen mit Behinderungen Zugang zu geschlechtsspezifischen Gesundheitsdiensten, einschließlich gesundheitlicher Rehabilitation, haben“.
"Inclusion Health" ist ein Sammelbegriff, der im englischen Sprachraum verwendet wird, um Menschen zu beschreiben, die sozial ausgegrenzt sind und in der Regel mehreren sich überschneidenden Risikofaktoren für schlechte Gesundheit ausgesetzt sind, wie etwa Armut, Gewalt und komplexe Traumata. Dazu zählen unter anderem Menschen, die von Obdachlosigkeit betroffen sind, Drogen- und Alkoholabhängigkeit erfahren, besonders schutzbedürftige Migrantinnen und Migranten  sowie Opfer moderner Sklaverei.

## Anforderungen an eine inklusive Gesundheitsversorgung
Inklusive Gesundheitsversorgung bedeutet Chancengleichheit beim Zugang für alle Bürgerinnen und Bürger, sodass sie aktiv an ihrer Gesundheitsversorgung teilhaben können. Damit Gesundheitsversorgung inklusiv ist, müssen Leistungserbringende im Gesundheitswesen anerkennen, dass Gesundheit durch unterschiedliche Erfahrungen, Identitäten, soziale Verbindungen, Bedürfnisse, Wünsche und körperliche Gegebenheiten beeinflusst wird. Um inklusiv zu sein, müssen Gesundheitsdienstleistende die vielfältigen Lebenserfahrungen der Patientinnen und Patienten respektieren und wertschätzen. Dies erfordert, dass sowohl das Gesundheitssystem als auch die darin tätigen Personen die Bedürfnisse der Patientinnen und Patienten berücksichtigen.
Inklusive Gesundheitsversorgung zielt darauf ab, gesundheitliche und soziale Ungleichheiten zu verhindern und zu bekämpfen, die bestimmte Personen und Bevölkerungsgruppen aufgrund von Armut, sozialer Ausgrenzung und Erkrankungen erfahren.
Die UN-Behindertenrechts-Konvention nennt unter anderem folgende Anforderungen an eine inklusive Gesundheitsversorgung:
- unentgeltliche oder erschwingliche Gesundheitsversorgung in derselben Bandbreite von derselben Qualität und auf demselben Standard wie bei anderen Menschen;
- Versorgung mit Gesundheitsleistungen, die von Menschen mit Behinderungen speziell wegen ihrer Behinderungen benötigt werden;
- möglichst gemeindenahe Versorgung mit Gesundheitsleistungen, auch in ländlichen Gebieten;
- Verpflichtung für die Angehörigen der Gesundheitsberufe, Menschen mit Behinderungen eine Versorgung von gleicher Qualität wie anderen Menschen angedeihen zu lassen, sowie Schulungen in diesem Bereich durchzuführen;
- Verbot der Diskriminierung von Menschen mit Behinderungen in der Krankenversicherung und in der Lebensversicherung;
- Verhinderung der diskriminierenden Vorenthaltung von Gesundheitsversorgung oder -leistungen oder von Nahrungsmitteln und Flüssigkeiten aufgrund von Behinderung.[9]

## Wichtige Handlungsfelder
Wissenschaftliche Untersuchungen nennen unter anderem folgende Handlungsfelder, in denen vorrangig Benachteiligung abgebaut und gesundheitliche Inklusion verbessert werden müssen: Psychische Gesundheit, schulische Gesundheitsbildung und Gesundheitsförderung sowie Digital Health Inclusion.

## Situation in Deutschland
Nach Einschätzung von Sozialverbänden und anderen Organisationen bestehen im Gesundheitswesen zahlreiche Barrieren, die die Teilhabe für Menschen mit Behinderungen und / oder Benachteiligungen vielfach erschweren. Ein im November 2024 veröffentlichter Aktionsplan des  Bundesgesundheitsministeriums soll nach Vorstellung seiner Autoren und Herausgeber die wesentlichen Probleme thematisieren und zu ihrer Lösung beitragen.
Dabei wurden im Einzelnen folgende Handlungsfelder angesprochen:
- Barrierefreie und inklusive Gesundheitsversorgung in der ambulanten Versorgung und in weiteren Gesundheitseinrichtungen (unter anderem in Krankenhäusern, Rehabilitationseinrichtungen, Apotheken)
- barrierefreie Langzeitpflege
- Personal im Gesundheitswesen (Ausbildung, Fortbildung, Weiterbildung)
- inklusive Gesundheitsförderung und Prävention
- Förderung der Gesundheitskompetenz und zielgruppengerechten Kommunikation
- inklusive Digitalisierung
- Diversität im Gesundheitswesen.